# Annick Cojean
Pour les articles homonymes, voir Cojean.
Annick Cojean, née le 2 août 1957 à Brest (Finistère), est une journaliste et autrice française.
Prix Albert-Londres 1996 pour sa série Les Mémoires de la Shoah, elle en préside le jury de 2010 à 2020.

## Famille
Ses frères sont Alain Cojean et Michel Cojean.

## Œuvres

### Ouvrages
- FM, la folle histoire des radios libres, Éditions Grasset avec Frank Eskenazi, 1986.
- Retour sur Images, Éditions Grasset, 1997.
- Grand reportage, les héritiers d'Albert Londres (ouvrage collectif), Éditions Florent Massot, 2001.
- Les hommes aussi s'en souviennent, Éditions Stock, entretien avec Simone Veil, 2004.
- Grands reporters, Prix Albert-Londres (ouvrage collectif), Les Arènes, 2010.
- Cap sur le Grand Nord, éditions du Seuil, 1999  (ISBN 978-2-02-036713-4).
- L'Échappée australienne, éditions du Seuil, 2001  (ISBN 978- 2-02-050670-0).
- Les Proies : dans le harem de Kadhafi, Éditions Grasset, 2012  (ISBN 978-2-246-79880-4).
- Je ne serais pas arrivée là si... 27 femmes racontent, Éditions Grasset, 2018  (ISBN 978-2-246-81580-8), adapté au théâtre[3],[4].
- Annick Cojean (scénario), Xavier Bétaucourt (scénario) et Étienne Oburie (dessin), Simone Veil, la force d'une femme, Paris/impr. en Espagne, Steinkis, 2020, 112 p. (ISBN 978-2-36846-258-4).
- Une farouche liberté, Gisèle Halimi, Annick Cojean, Editions Grasset, 2020  (ISBN 978-2246824237), adapté au théâtre[5],[6].
- Annick Cojean et Sophie Couturier (scénario) et Sandrine Revel (dessins), Myriam Lavialle (couleurs), Une farouche liberté, roman graphique adapté du livre éponyme, Steinkis, 2022 - Prix Social'BD 2024[7].
- Nous ne serions pas arrivées là si, 33 femmes racontent, Grasset, 2022.
- Nous y étions, 18 vétérans racontent heure par heure le D-Day, Grasset, 2024  (ISBN 978-2-246-83874-6).

## Récompenses
Prix Albert-Londres en 1996 pour sa série de cinq reportages, Les Mémoires de la Shoah, réalisés aux États-Unis et en Europe et publiés dans Le Monde, à l'occasion du cinquantenaire de la libération des camps d'extermination.